# Slowakische Eishockeyliga
Die Slowakische Eishockeyliga war in den Jahren 1939 bis 1944 die höchste Eishockeyliga in der Ersten Slowakischen Republik.

## Titelträger
| Saison  | Sieger         |
| 1938/39 | VS Bratislava  |
| 1939/40 | VS Bratislava  |
| 1940/41 | SK Bratislava  |
| 1941/42 | SK Bratislava  |
| 1942/43 | OAP Bratislava |
| 1943/44 | OAP Bratislava |

## Saison 1938/39

### Finale
- VS Bratislava – SK Banska Bystrica 1:0

## Saison 1939/40

### Tabelle
|    | Klub               | Punkte |
| -- | ------------------ | ------ |
| 1. | VS Bratislava      | 6      |
| 2. | Slavia Presov      | 4      |
| 3. | SK Banska Bystrica | 2      |
| 4. | Dolnokubinsky SK   | 0      |

## Saison 1940/41

### Tabelle
|    | Klub               | Punkte |
| -- | ------------------ | ------ |
| 1. | SK Bratislava      | 6      |
| 2. | Slavia Presov      | 3      |
| 3. | SK Zilinia         | 1      |
| 4. | SK Banska Bystrica | 0      |

## Saison 1941/42

### Tabelle
|    | Klub          | Sp | S | U | N | Tore  | Punkte |
| -- | ------------- | -- | - | - | - | ----- | ------ |
| 1. | ŠK Bratislava | 3  | 2 | 1 | 0 | 10:06 | 5      |
| 2. | HC Tatry      | 3  | 2 | 0 | 1 | 11:06 | 4      |
| 3. | VŠ Bratislava | 3  | 1 | 0 | 2 | 06:10 | 2      |
| 4. | Slávia Prešov | 3  | 0 | 1 | 2 | 04:09 | 1      |

## Saison 1942/43

### Tabelle
|    | Klub               | Sp | S | U | N | Tore  | Punkte |
| -- | ------------------ | -- | - | - | - | ----- | ------ |
| 1. | OAP Bratislava     | 3  | 3 | 0 | 0 | 15:06 | 6      |
| 2. | ŠK Bratislava      | 3  | 2 | 0 | 1 | 11:04 | 4      |
| 3. | HC Tatry           | 3  | 1 | 0 | 2 | 12:10 | 2      |
| 4. | ŠK Banská Bystrica | 3  | 0 | 0 | 3 | 06:24 | 0      |

## Saison 1943/44

### Tabelle
|    | Klub               | Sp | S | U | N | Tore  | Punkte |
| -- | ------------------ | -- | - | - | - | ----- | ------ |
| 1. | OAP Bratislava     | 3  | 2 | 0 | 1 | 14:07 | 4      |
| 2. | ŠK Bratislava      | 3  | 2 | 0 | 1 | 05:06 | 4      |
| 3. | HC Tatry           | 3  | 1 | 0 | 2 | 05:06 | 2      |
| 4. | ŠK Banská Bystrica | 3  | 1 | 0 | 2 | 06:11 | 2      |